# Bapaume Australian Cemetery
Bapaume Australian Cemetery is een begraafplaats gelegen in de Franse plaats Bapaume (Pas-de-Calais). De militaire graven worden onderhouden door de Commonwealth War Graves Commission.
De begraafplaats telt 106 geïdentificeerde graven waarvan 87 Gemenebest graven uit de Eerste Wereldoorlog and 19 overige graven uit de Eerste Wereldoorlog.